# Библиографические листы
«Библиографические листы» — критико-библиографический журнал, издававшийся в 1825—1826 годах в Санкт-Петербурге. Выходил с периодичностью в 2—4 выпуска в месяц тиражом 500 экземпляров. Всего вышло 43 номера: 33 — в 1825 году, а затем в 1826 году до конца мая выходили дополнительные номера. Редактор-издатель журнала — Пётр Кёппен.
Назначение журнала, по словам самого Кёппена, состояло в том, чтобы «сообщать полные заглавия новых книг на разных языках в России издаваемых, и предлагать краткое изложение их содержания». В журнале, кроме полного списка книг, вышедших в 1825 году, был представлен список старопечатных славянских книг; публиковалось много общих статей по библиографии, описаний редких рукописей и изданий, рецензий, сведений об учёных обществах, некрологов и др. В конце издания был приложен подробный указатель.
В число лиц, принимавших участие в журнале, входили русские и зарубежные филологи и библиографы: Фёдор Аделунг, Ежи Бандтке, Михаил Бобровский, Пётр Бутков, Александр Востоков, Йосеф Добровский, митрополит Киевский и Галицкий Евгений (Болховитинов), Вацлав Ганка, Якоб Гримм, Константин Калайдович, Вук Караджич, Ян Коллар, Ерней Копитар, Павел Шафарик и другие.
Журнал прекратил своё существование в мае 1826 года, вероятно, по причине малого количества подписчиков (не более 100 человек). Издание стало продолжением труда Кёппена, начатого в 1819 году под заглавием «Материалы для истории просвещения в России». Непосредственно «Библиографические листы» составили второй том материалов.
Русский библиограф Константин Дерунов называл журнал «первым в России периодическим органом беспримесно „учёной“ библиографии»: «Перелистывая „Библиографические листы“, редакция которого решительно отмежёвывается от библиографии, склонявшейся в сторону литературной критики, сразу чувствуешь аромат „строгой библиографии“». Советский библиограф Николай Здобнов, отмечая «исключительную полноту и точность» ведения библиографической регистрации, считал работу Кёппена «одним из важнейших этапов в истории русской книжной статистики».